# Philogenia cristalina
Philogenia cristalina là loài chuồn chuồn trong họ Megapodagrionidae. Loài này được Calvert mô tả khoa học đầu tiên năm 1924.